# Kozacy

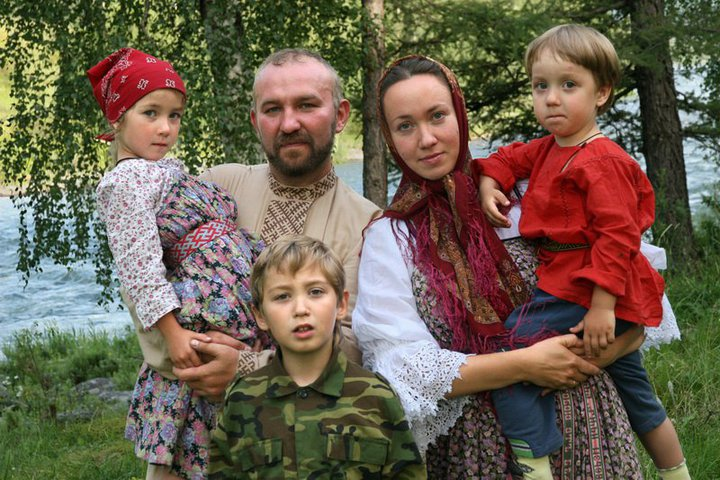
Rodzina Kozaków w Nowosybirsku po 2000

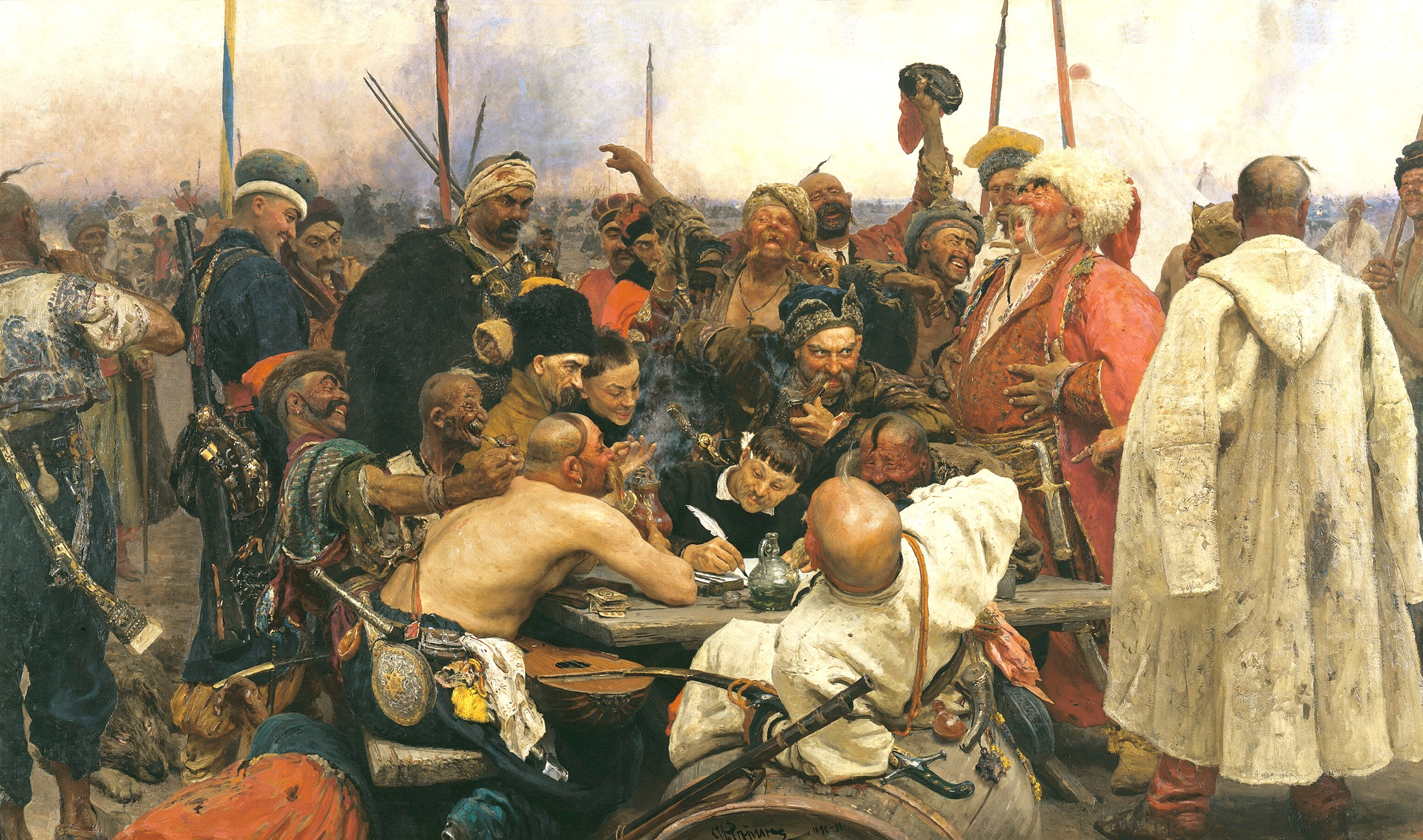
Kozacy piszą list do sułtana. Obraz Ilji Riepina namalowany w latach 1878–1891. Muzeum Rosyjskie w Sankt Petersburgu

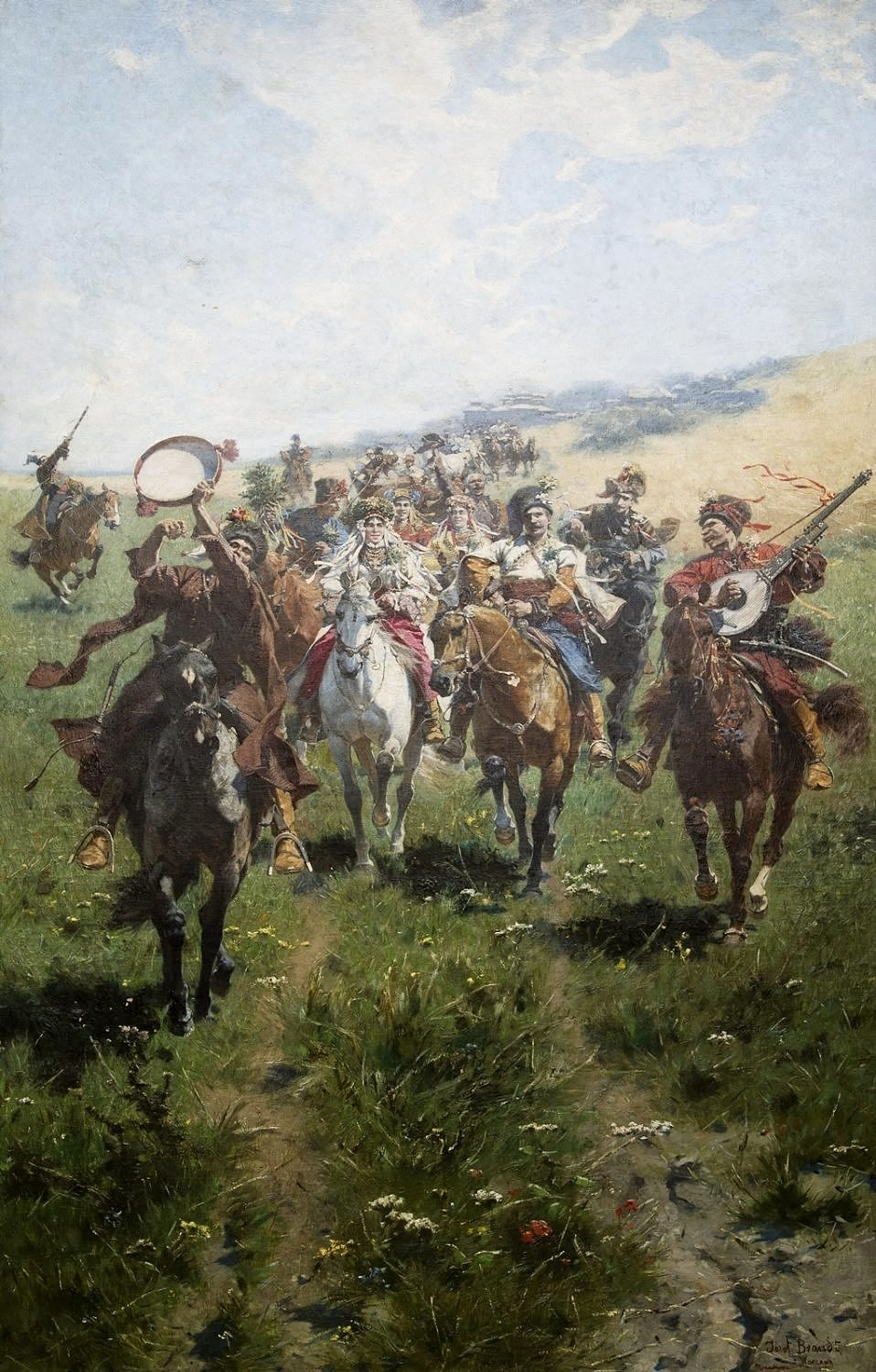
Wesele kozackie. Obraz pędzla Józefa Brandta.

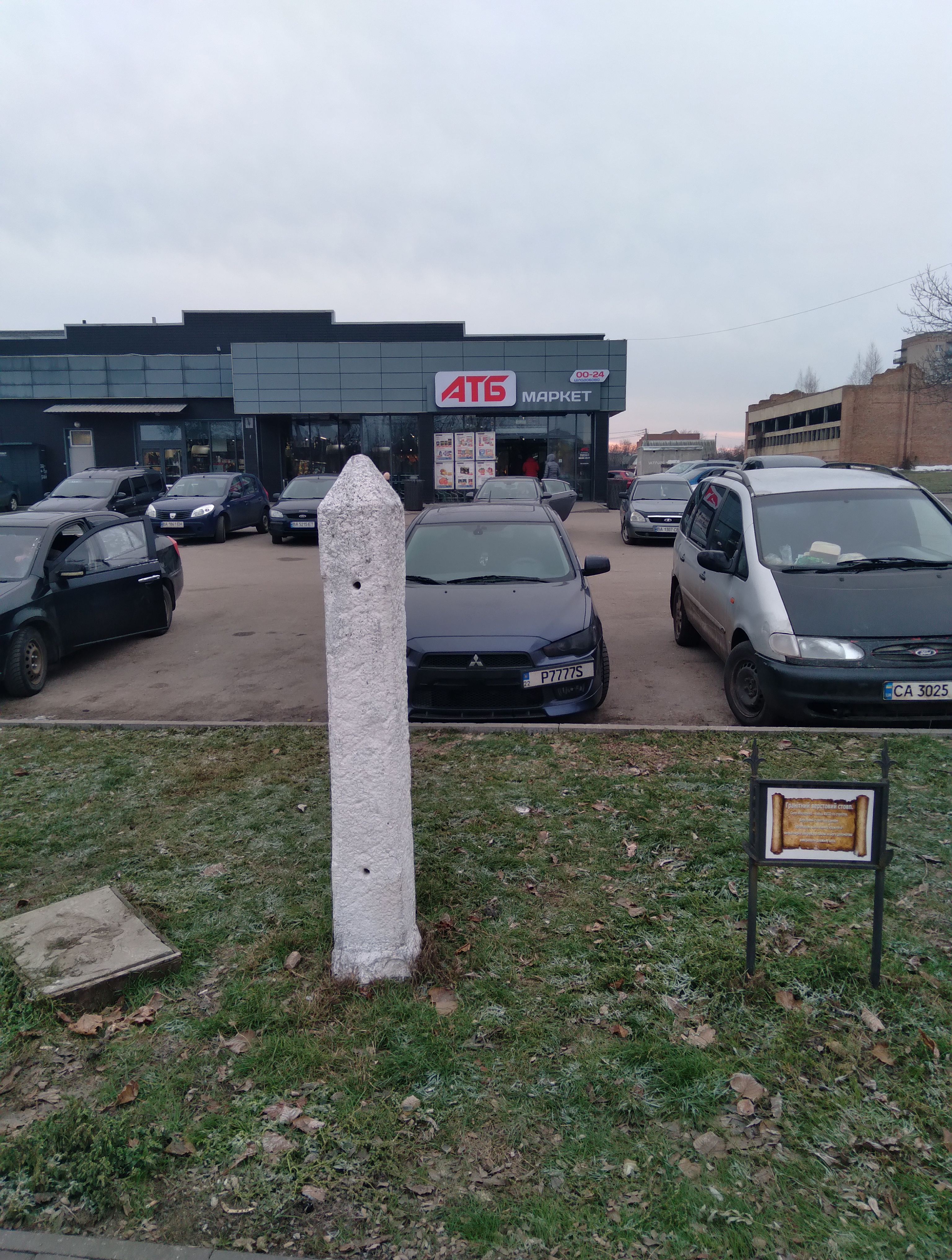
Jeden z unikalnych granitowych filarów z XVIII wieku, za pomocą którego ukraińscy Kozacy mierzyli terytoria.
Znaleziono we wsi Moszoryne w centrum Ukrainy

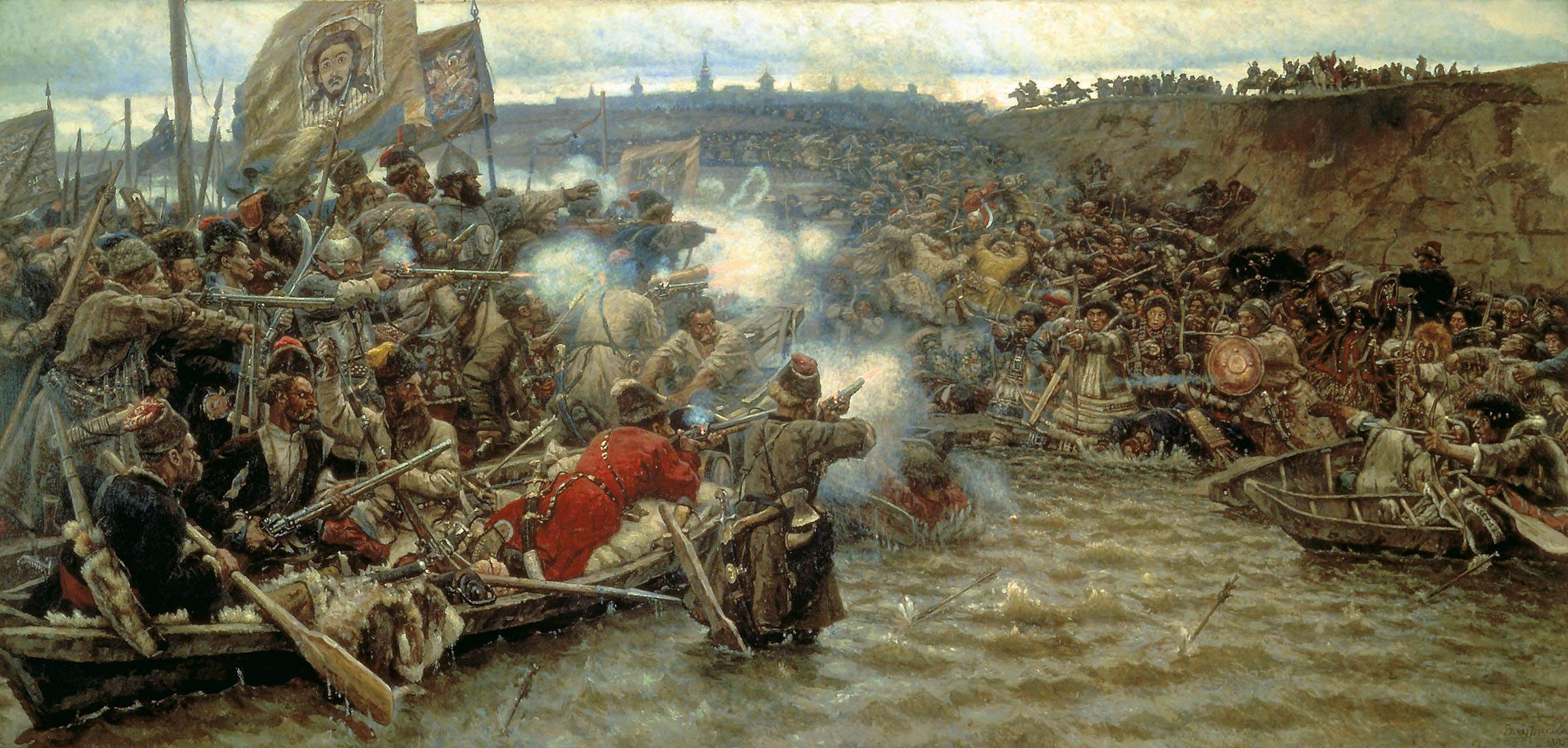
Kozacy pod wodzą Jermaka zdobywają Syberię. Obraz pędzla Wasilij Surikowa namalowany w 1895 roku. Muzeum Rosyjskie w Sankt Petersburgu

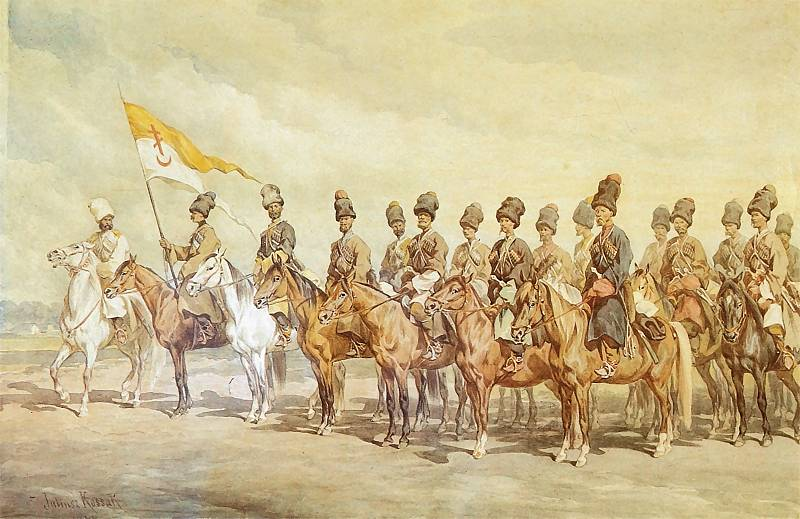
Kozacy dońscy. Obraz pędzla Juliusza Kossaka.

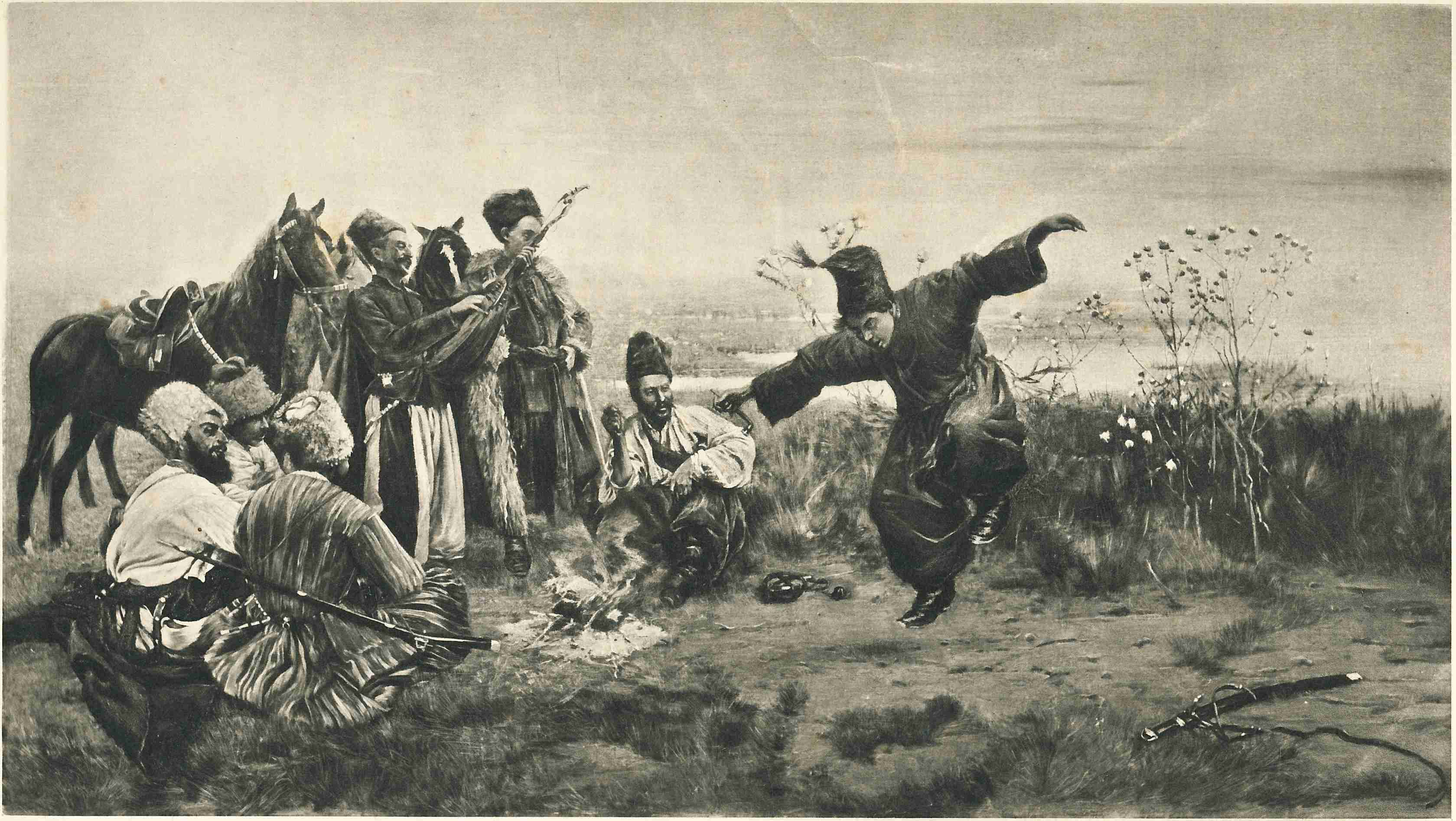
Taniec Kozaków, obraz Stanisława Masłowskiego ol./pł, 1883

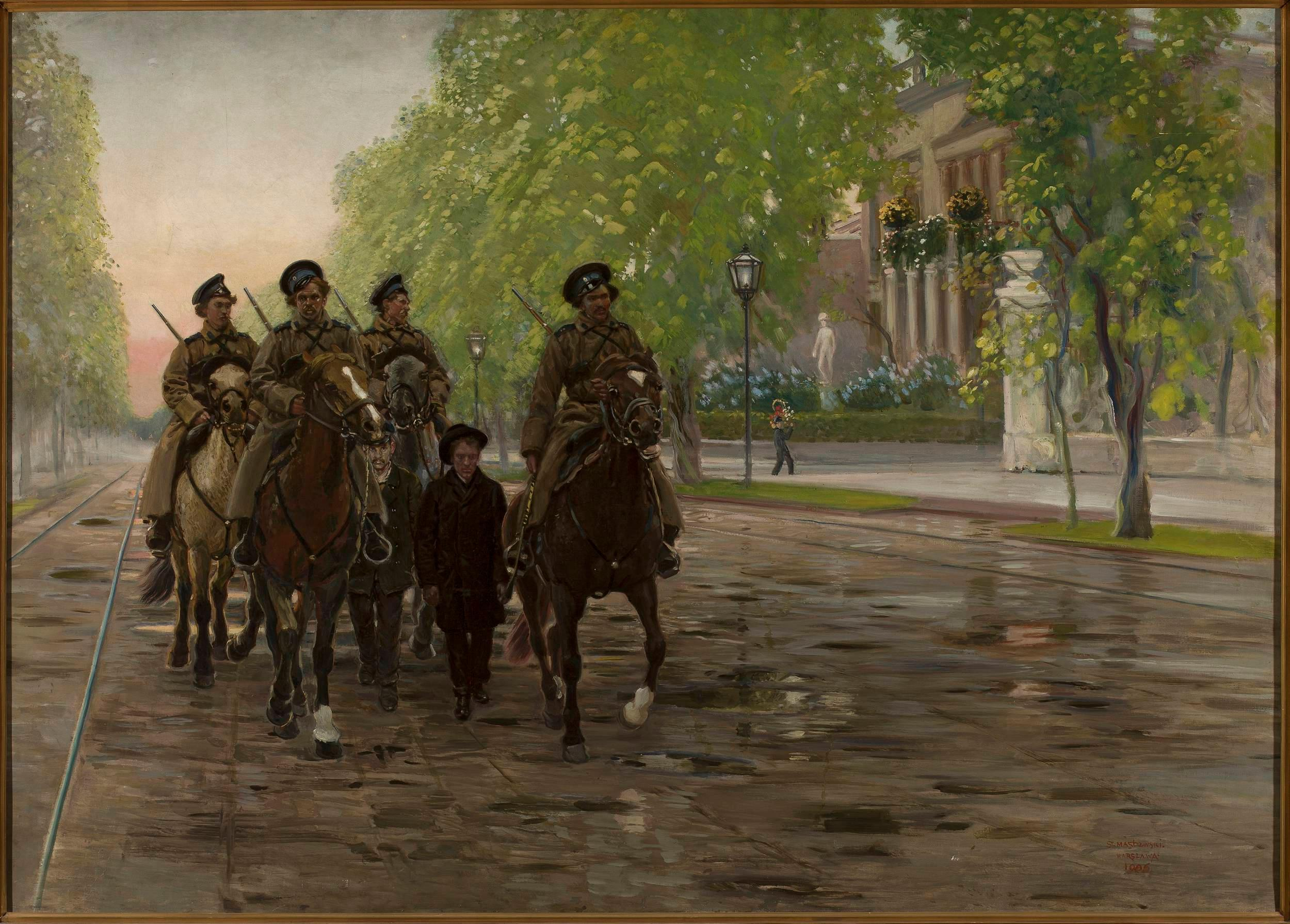
Wiosna roku 1905 (patrol Kozaków w Alejach Ujazdowskich w Warszawie), ol./pł, obraz Stanisława Masłowskiego z 1906 (Muzeum Narodowe w Warszawie)

Kozacy (ukr. козаки́ / kozaky, ros. каза́ки a. казаки́ / kazaki, z tur. quazzāq, awanturnik) – grupa ludności o charakterze wieloetnicznym z dominującym substratem ruskim, zamieszkującej stepy położone na południe od księstw ruskich, określająca później także rodzaj osadnictwa wojskowego na zasiedlanych ziemiach pogranicznych Rzeczypospolitej i Rosji.
Początki Kozaków zaporoskich, czyli niżowych, sięgają XV w. i związane są z południowo-wschodnimi ruskimi kresami Wielkiego Księstwa Litewskiego (Zaporożem), od unii lubelskiej (1569) w składzie Korony.
Kozacy w czasach Imperium Rosyjskiego dzielili się na: zaporoskich (do 1775),  dońskich, kubańskich, terskich, astrachańskich, uralskich (jaickich), Siedmiorzecza, orenburskich, syberyjskich, zabajkalskich, amurskich, ussuryjskich, buskich, czarnomorskich i azowskich.
Po przewrocie bolszewickim, w trakcie wojny domowej w Rosji (1918–1920) opowiedzieli się w przeważającej mierze po stronie Białych. Prześladowani przez bolszewików w czasie wojny domowej i po ich zwycięstwie, byli mordowani i wysyłani do Gułagu. Autonomię ziem kozackich  zniesiono w 1918.
Dzisiejsza Ukraina uznaje dzieje Kozaków zaporoskich za integralną część własnej historii i jedno z najważniejszych źródeł tożsamości narodowej. Bezpośrednie odniesienie do tradycji Kozaczyzny znajduje się w hymnie Ukrainy.

## Pochodzenie nazwy
Słowo Kozak lub Kazak według Aleksandra Brücknera jest pochodzenia tatarskiego i „wykłada się jakoby”: chudy pachołek, zdobyczy sobie szukając, nikomu poddany, za pieniądze komu chce służy. Wszelkie nazwy starszeństwa (ataman, esauł itd.), broni, ubioru, koni, żywności, urządzeń (np. kureń), były u Kozaków tatarskie.
Słowo „kozak” zostało po raz pierwszy zanotowane w rękopisie łacińsko-persko-kipczackim Codex Cumanicus, spisanym w Kaffie pod koniec XIII wieku. W kodeksie oznaczało ono stróża, wartownika. W roku 1308 wspomina się również „kozaków”, ale już jako rozbójników. W wielu językach tureckich słowo to oznaczało najemników, żołnierzy, rozbójników stepowych, a szerzej – wygnańców, bezdomnych, awanturników. Kozaków-zbójników odnotowano w Polsce pierwszy raz w roku 1388, zapisano również, że uchodzili za muzułmanów. Jan Długosz pierwszy raz określił ich tatarską nazwą zbiegów i zbójów. W najstarszych spisach u większości Kozaków występują nazwiska tatarskie. Aż do końca XVI wieku „kozactwo” oznaczało zajęcie, a nie status społeczny.

## Zarys historii Kozactwa

### Kozacy zaporoscy
Pod datą 1492 wymienia się po raz pierwszy kozaków-chrześcijan. Kozacy naddnieprzańscy i naddniestrzańscy, rekrutujący się głównie z Kijowa, Niemirowa, Winnicy, Baru, zwani byli także przez współczesnych Niżowcami (tzw. Kozacy chrześcijańscy). W miarę upływu czasu stworzyli oni społeczność stosującą system demokracji wojennej. Głównie zaliczali się do nich uciekinierzy z Litwy, Wielkiego Księstwa Moskiewskiego, Mołdawii, Wołoszczyzny oraz Korony, którzy w XV w. zasiedlili słabo zamieszkane do tej pory ziemie zwane Dzikimi Polami. W rezultacie unii lubelskiej Dzikie Pola stały się częścią Korony.
Kozacy chrześcijańscy to ludność, która napływała w rejony naddnieprzańskie od XVI w., opuszczając ziemie Rzeczypospolitej z różnych powodów społeczno-politycznych, a więc byli to chłopi pańszczyźniani, uciekający przed daninami, różnego rodzaju przestępcy, słudzy uciekający przed gnębiącymi ich panami czy też ludzie osądzeni. W pierwszej połowie XVI wieku szybko zostali zorganizowani przez starostę trembowelskiego Bernarda Pretwicza w społeczność o silnym charakterze wojskowym, co było spowodowane potrzebą obrony przed Tatarami. Zajmowali się handlem, rybołówstwem, hodowlą i wojaczką. Podejmowali na czajkach wyprawy łupieżcze do Imperium Osmańskiego.
Od czasu rządów Chmielnickiego istniała autonomiczna kozacka struktura terytorialna zwana Hetmanatem. Na jej czele stał hetman (pochodzący z wyboru), wokół niego skupiała się starszyzna kozacka oraz generalny pisarz. Najważniejsze decyzje zapadały na radzie kozackiej. W wyprawach wojennych uczestniczyli Kozacy, a lud wiejski stanowiła czerń.
Od XVI do XVII w. doszło do serii powstań kozaków zaporoskich przeciwko Koronie. Pierwsze w latach 1591–1593 pod wodzą Krzysztofa Kosińskiego. Drugim 1595–1597 dowodził Seweryn Nalewajko. Oba powstania zakończyły się klęską. Najważniejsze powstanie pod przewodnictwem Bohdana Chmielnickiego zakończyło się ugodą perejasławską (1654) pomiędzy Hetmanatem i carem Rosji Aleksym I, podporządkowującą Ukrainę Naddnieprzańską carowi. Konsekwencją była długoletnia (1654–1667) wojna Rzeczypospolitej z Rosją, która zakończyła się przejęciem Ukrainy Lewobrzeżnej z Kijowem przez Rosję. Ukraina Lewobrzeżna zachowała autonomiczny system rządów Hetmanatu, sukcesywnie po bitwie pod Połtawą (1709) ograniczany przez carów, aż do całkowitej likwidacji w 1764.
Sicz Zaporoska została zlikwidowana przez carycę Rosji Katarzynę II w roku 1775 po zwycięskiej wojnie z Turcją. Tytuł hetmana wojsk kozackich przysługiwał od tamtej pory panującej rodzinie carskiej. Starszyzna Siczy została zesłana. Starszyzna Hetmanatu została zrównana w prawach ze szlachtą rosyjską (tzw. dworiaństwem), wolnych Kozaków zrównano w prawach z chłopami rosyjskimi. Część Kozaków przesiedlono na Kubań (kraina) i nad Don, część zbiegła na terytorium tureckie, tworząc istniejącą do 1829 Sicz Dunajską. Manifest Katarzyny II brzmiał: „Sicz Zaporoska została zniszczona z wykluczeniem na przyszłe lata i samej nazwy zaporoskich Kozaków, (...) na rozkaz nasz przez postępki swoje (...) i okazane przez Kozaków nieposłuszeństwo wobec naszych najwyższych rozkazów”. Ziemie Zaporoża nadano szlachcie rosyjskiej, wywodzącej się po części z rodzin kozackich (m.in. Cyryl Razumowski) oraz dworzanom carskim (m.in. Grigorij Potiomkin, Aleksandr Prozorowski, Aleksandr Wiaziemski).

### Kozacy dońscy
Kozacy dońscy byli najliczniejszą grupą Kozaków w Imperium Rosyjskim. Są także najliczniejszą grupą Kozaków we współczesnej Rosji. Otrzymali do zasiedlenia autonomiczny region, zwany Krajem Wojska Dońskiego, znajdujący się na terenie części dzisiejszych obwodów rostowskiego, wołgogradzkiego i woroneskiego oraz Kałmucji w Rosji, a także obwodów łuhańskiego i donieckiego na Ukrainie. Nazwa tych Kozaków pochodzi od Donu, przepływającego przez ich terytorium. Stolicą Kraju Dońskiego były najpierw Razdory, a później Nowoczerkask.

### Armie kozackie w wojskach Imperium Rosyjskiego (1913)
- Armia Dońska: 60 pułków jazdy, 72 wolne sotnie;
- Armia Kubańska: 37 pułków jazdy, 37 wolnych sotni, 22 bataliony piechoty;
- Armia Orenburska: 18 pułków jazdy, 40 wolnych sotni;
- Armia Terecka: 12 pułków jazdy, 3 wolne sotnie, 2 bataliony piechoty;
- Armia Uralska: 9 pułków jazdy, 4 wolne sotnie;
- Armia Syberyjska: 9 pułków jazdy;
- Armia Transbajkalska: 9 pułków jazdy;
- Armia Siemirieczeńska: 3 pułki jazdy, 7 wolnych sotni;
- Armia Astrachańska: 3 pułki jazdy;
- Armia Amurska: 2 pułki jazdy, 5 wolnych sotni;
- Razem: 162 pułki jazdy, 171 wolnych sotni, 24 bataliony piechoty. (wg Denikina, zob. niżej)

## Rekonstrukcje kozackich sztuk walki
Patrz dział sztuki walki:
- Hopak bojowy